# بخش سان کاسم
بخش سان کاسم (به اسپانیایی: Departamento San Cosme) یک منطقهٔ مسکونی در آرژانتین است که در استان کورینتس واقع شده‌است. بخش سان کاسم ۵۹۵ کیلومتر مربع مساحت و ۱۳٬۱۸۹ نفر جمعیت دارد.